# Felix Moor
Felix Moor (* 12. April 1903 in Suure-Jaani; † 15. Mai 1955 in Tallinn) war ein estnischer Hörfunkpionier. Moor gilt als der Begründer des Rundfunks in Estland.

## Leben

### Ausbildung
Felix Moor entschied sich nach seiner Schulausbildung zunächst für eine Theaterkarriere. Er schloss 1924 die Schauspielschule in Tallinn ab. Von 1925 bis 1927 war er als Schauspieler am 1920 gegründeten Draamastuudio Teater in Tallinn beschäftigt.

### Hörfunkjournalist
Eesti Raadio nahm am 18. Dezember 1928 den regulären Sendebetrieb auf. Von Februar 1927 bis 1944 war Moor als einziger fest angestellter Ansager und Moderator beim Estnischen Rundfunk tätig. Moor gestaltete vor allem beliebte Hörspiele für Erwachsene und Kinder und faszinierte mit seinen Reportagen die Radiohörer. Seine Innovationen zur Tontechnik waren wegweisend für den estnischen Hörfunk der Zwischenkriegszeit.
Nach dem Zweiten Weltkrieg setzte er auch während der sowjetischen Besetzung Estlands seine Tätigkeit im Rundfunk fort, wenn auch mit ungleich weniger Elan. 1954 stand er zum letzten Mal vor dem Mikrofon.

## Würdigung
Felix Moor hat den Radiojournalismus in Estland begründet und das Medium populär gemacht. Von 1927 bis zur Besetzung Estlands durch die Sowjetunion war er die Stimme des estnischen Rundfunks. 2001 wurde Felix Moor für seine Verdienste auf einer estnischen Briefmarke verewigt.